# Union County, South Dakota
Union County är ett administrativt område i delstaten South Dakota, USA, med 14 399 invånare. Den administrativa huvudorten (county seat) är Elk Point. 

## Geografi
Enligt United States Census Bureau har countyt en total area på 1 210 km². 1 193 km² av den arean är land och 17 km² är vatten. 

### Angränsande countyn
- Lincoln County, South Dakota - nord
- Sioux County, Iowa - nordost
- Plymouth County, Iowa - öst
- Woodbury County, Iowa - sydost
- Dakota County, Nebraska - syd
- Dixon County, Nebraska - sydväst
- Clay County, South Dakota - väst